# Friedrich Albrecht Anton Meyer
Friedrich Albrecht Anton Meyer (1768 - 1795) fue un médico y naturalista alemán, un escritor de numerosos tratados de zoología.

## Biografía científica
Meyer estudió derecho y medicina en la Universidad de Gotinga, donde en 1790 escribió su tesis doctoral «Dissertatio inauguralis medico-therapeutica De cortice angusturae», siendo un especialista en taxonomía de animales. Fue profesor de esta universidad y dirigió su museo zoológico. A pesar de que murió a la edad de 28 años, publicó muchos tratados zoológicos y de mineralogía.
Además también publicó obras de teatro y novelas.

## Algunas publicaciones
- Systematisch-summarische Uebersicht der neuesten zoologischen Entdeckungen in Neuholland und Afrika (1793), una obra sobre la fauna africana, especialmente primates y aves.
- Synopsis reptilium, novam ipsorum sistens generum methodum, nec non Gottingensium huius ordinis animalium enumerationem (1795), una clasificación de los reptiles.

## Abreviatura (zoología)
La abreviatura Meyer  se emplea para indicar a Friedrich Albrecht Anton Meyer como autoridad en la descripción y taxonomía en zoología.